# کتاب‌شناسی ابوطالب
با وجود کتب متعدد با موضوع ابوطالب، کتاب‌شناسی ابوطالب، مورد توجه برخی محققان قرار گرفته‌است. باید دانست که اهمیت موضوع شخصیت‌شناسی ابوطالب، بسیاری از دانشمندان شیعه و سنی را بر آن داشت تا با تألیف کتب و مقالات مستقلّ فراوان همچون کتاب «الحجه علی الذاهب الی تکفیر أبی طالب علیه السلام» اثری از سید فخار بن معد الموسوی -از علمای قرن هفتم- و «ایمان ابیطالب علیه السلام» تألیف شیخ مفید به معرفی و بررسی زندگی ابوطالب بپردازند. در این میان برخی دیگر از مؤلفین در ضمن کتب خود، قسمتی را به دفاع از ایمان ابوطالب پرداخته‌اند همچون محمدتقی مجلسی در جلد ۳۵ بحارالانوار خویش و عبدالحسین امینی در ضمن جلد هفتم و هشتم الغدیر، و ابن ابی الحدید معتزلی در شرح نهج البلاغه هر کدام بیش از صد صفحه به موضوع ابوطالب و ایمان وی اختصاص داده‌اند که جای دارد هر کدام به صورت کتاب مستقل تحقیق، ترجمه و احیاء شود.

## ایمان ابوطالب
حائز اهمیت است که دانشوران شیعه توجهی ویژه به موضوع ایمان ابوطالب داشته‌اند. نخستین گردآورندگان جوامع حدیثی شیعه مانند «شیخ کلینی» در «کافی»، با نقل گزارش‌هایی از خدمات ابوطالب به اسلام سخن گفته‌اند. نجاشی تا اواسط سده پنجم قمری، حدود ده نگاشته را در میان دانشوران شیعه دربارهٔ ابوطالب ثبت کرده‌است. مهم‌ترین مؤلفان در این زمینه از این قرارند: احمد بن محمد بن عمار کوفی (درگذشت ۳۴۶ قمری)، ابن طرخان جرجرائی، سهل بن احمد دیباجی (درگذشت ۳۸۰ قمری)، علی بن بلال مهلبی ازدی، حسین بن عبیدالله (ابوعبدالله غضائری) (درگذشت ۴۱۱ قمری) و شیخ مفید (درگذشت ۴۱۳ قمری). از نوشته‌های این شش تن، کتاب ایمان ابی‌طالب شیخ مفید در دسترس است. در سده‌های بعد نیز نگاشته‌هایی دربارهٔ ایمان ابوطالب سامان یافت؛ ازجمله:
- مُنی الطالب فی ایمان ابی‌طالب، تألیف محمد بن احمد بن حسین خزاعی نیشابوری (درگذشت سده پنجم)[۴]
- الحجة علی الذاهب الی تکفیر ابی‌طالب، نوشته فخار بن معد الموسوی (درگذشت ۶۰۳ قمری)[۵]
- کتاب ایمان ابی‌طالب، تألیف احمد بن موسی بن طاووس (درگذشت ۶۷۳ قمری).[۶]

از سده دهم به بعد، نگاشته‌ها دربارهٔ ایمان ابوطالب در میان شیعه و سنی افزایش یافته‌است. برخی از آنها عبارت‌اند از:
- أسنی المطالب فی نجاة ابی‌طالب، نوشته احمد بن زینی دحلان الشافعی
- منیة الراغب فی ایمان ابی‌طالب، نوشته محمدرضا طبسی
- ابوطالب مؤمن قریش، نوشته عبدالله الخنیزی.[۷]

## دسته‌بندی
نشر کتب و آثار قدیمی پیرامون شخصیت ابوطالب، شرح و ترجمه اشعار، تحلیل و بررسی پیرامون ایمان وی، شرح احوالات فرزندان او، معرفی و شرح و ترجمه روایاتی که ابوطالب از محمد روایت کرده و… از مواردی هستند که جای دارد در مورد آن فعالیت شود. به‌طور کلی کتاب‌هایی که با موضوع ابوطالب نوشته شده در یک تقسیم‌بندی به ده بخش تقسیم‌بندی می‌شود:
1. کتاب‌هایی که توسط شیعیان دربارهٔ ایمان ابوطالب و رد بر تکفیر وی نوشته شده‌اند.
2. کتبی که توسط بزرگان اهل سنت در مورد ایمان ابوطالب و اشعارش نوشته شده‌است.
3. کتبی که دربارهٔ تاریخ زندگی وی نوشته شده.
4. کتبی که در فضائل و مناقب ابوطالب نوشته شده‌است.
5. روایاتی که ابوطالب از محمد نقل کرده‌است.
6. دیوان ابوطالب.
7. شرح قصیده لامیه ابوطالب.
8. بررسی و تحقیق پیرامون اشعار ابوطالب.
9. ابوطالب در آیینه شعر.
10. کتاب‌هایی که به زبان‌های مختلف در مورد ابوطالب نوشته شده‌است.

## فهرست آثار
در ادامه آثاری که با موضوع ابوطالبنگارش یافته‌است، فهرست خواهند شد:
| نام کتاب                                                                                            | مؤلف                                                           | شارح و مترجم                                  | قرن   | زبان   | تعداد جلد | تعداد صفحه* | موضوع                        |
| --------------------------------------------------------------------------------------------------- | -------------------------------------------------------------- | --------------------------------------------- | ----- | ------ | --------- | ----------- | ---------------------------- |
| أبوطالب                                                                                             | احمد بن محمد آل مسروح مظفر                                     |                                               | ۱۳ ه‍.ق | عربی   | ۱         |             | زندگی‌نامه                    |
| ابوطالب                                                                                             | احمد بن عقیل آل مسروح المظفر                                   |                                               |       | عربی   | ۱         |             | زندگی‌نامه                    |
| ابوطالب علیه السلام                                                                                 | باقر قربانی زرّین                                               | علی‌اکبر تلافی                                 | معاصر | فارسی  | ۱         | ۵۶          | زندگی‌نامه                    |
| ابوطالب                                                                                             | فرانتس بوهل                                                    |                                               | ۱۸ م  |        | ۱         |             | زندگی‌نامه                    |
| أبوطالب علیه السلام                                                                                 | سید مرتضی‌حسین لکهنوی نقوی                                      |                                               | معاصر |        | ۱         |             | زندگی‌نامه                    |
| ابوطالب                                                                                             | سید الأهل عبدالعزیز                                            |                                               | معاصر | عربی   | ۱         |             | زندگی‌نامه                    |
| أبوطالب آموزگار پاسداری                                                                             | محمد محمدی اشتهاردی                                            |                                               | معاصر | فارسی  | ۱         | ۱۴۴         | زندگی‌نامه                    |
| أبوطالب علیه السلام                                                                                 | محمدرضا طبسی                                                   |                                               | معاصر | فارسی  | ۱         |             | زندگی‌نامه                    |
| ابوطالب                                                                                             | حسین بن سردار حسین                                             |                                               | معاصر |        | ۱         |             | زندگی‌نامه                    |
| ابوطالب علیه السلام                                                                                 |                                                                | سید ظفرمهدی جایسی                             | معاصر | اردو   | ۱         |             | زندگی‌نامه                    |
| ابوطالب علیه السلام                                                                                 | احمدرضا گرشاسبی                                                |                                               | معاصر | فارسی  | ۱         | ۱۹۱         | فیلم‌نامه                     |
| ابوطالب، اسوه مقاومت و ایمان                                                                        | اسداللّه رضایی                                                  |                                               | معاصر | فارسی  | ۱         | ۱۹۲         | زندگی‌نامه                    |
| ابوطالب بن عبدالمطالب والد امیرالمؤمنین علی علیه السلام                                             | حسین جواد کدیمی                                                |                                               | معاصر | عربی   | ۱         |             | زندگی‌نامه                    |
| أبو طالب الصحابی المُفتَری علیه                                                                       | عبدالزهراء بن عثمان بن محمد                                    |                                               | معاصر | عربی   | ۱         |             | ایمان ابوطالب                |
| ابوطالب الرجل المفتری علیه                                                                          | سید عقیل خطیب                                                  |                                               | معاصر | عربی   | ۱         | ۱۹۲         | ایمان ابوطالب                |
| أبو طالب المحامی الأول عن الدعوه الإسلامیّه                                                          | ابراهیم بن محمود جنیدی                                         |                                               | معاصر | عربی   | ۱         |             | زندگی‌نامه                    |
| أبوطالب أول المؤمنین                                                                                | سعید بن رشید آل زمیزم الشمّری                                   |                                               | معاصر | عربی   | ۱         |             | ایمان ابوطالب                |
| ابوطالب ایمان ومواقف                                                                                | ابوطالب ایمان ومواقف                                           |                                               | معاصر | عربی   | ۱         |             | ایمان ابوطالب                |
| ابوطالب بطل الإسلام                                                                                 | سید أبوحسن حیدر بن محمد العرفی                                 |                                               | معاصر | عربی   | ۱         |             | ایمان ابوطالب                |
| ابوطالب بن عبدالمطلب دراسه فی سیرته الشخصیه وموافقه من الدعوه الاسلامیه                             | علی صالح رسن محمداوی                                           |                                               | معاصر | عربی   | ۱         | ۳۶۰         | زندگی‌نامه                    |
| ابوطالب تجلّی ایمان                                                                                  | سید مجید پورطباطبایی                                           |                                               | معاصر | فارسی  | ۱         |             | ایمان ابوطالب                |
| ابوطالب (علیه السلام) ثالت من اسلم                                                                  | سید نبیل الحسنی                                                |                                               | معاصر | عربی   | ۱         | ۲۰۶         | ایمان ابوطالب                |
| ابوطالب (علیه السلام) چهره درخشان قریش                                                              | احمد بن زینی دحلان                                             | محمد مقیمی                                    | معاصر | فارسی  | ۱         |             | زندگی‌نامه                    |
| ابوطالب علیه السلام حامی الرسول صلی الله علیه و آله                                                 | عبدالحسین امینی                                                |                                               | معاصر | عربی   | ۱         | ۱۵۲         | تاریخ                        |
| أبو طالب حامی الرسول وعظیم الإسلام                                                                  | محمد جواد خلیل                                                 |                                               | معاصر | عربی   | ۱         |             | تاریخ                        |
| ابوطالب (علیه السلام) حامی پیامبر                                                                   | محمدحسن شفیعی شاهرودی                                          |                                               | معاصر | فارسی  | ۱         | ۱۷۶         | تاریخ                        |
| ابوطالب حامی پیامبر                                                                                 | کمال السیّد                                                     |                                               | معاصر | en     | ۱         |             | تاریخ                        |
| أبوطالب داعیه الإسلام الأول                                                                         | سید محمد بن عبدالحکیم الصافی الموسوی                           |                                               | معاصر | عربی   | ۱         |             | ایمان ابوطالب                |
| ابوطالب (علیه السلام) دراسه فی شعره                                                                 | قصی بن عبدالرؤوف بن حسین الأسدی                                |                                               | معاصر | عربی   | ۱         |             | جمع‌آوری و شرح اشعار          |
| حضرت ابوطالب (علیه السلام)                                                                          | سید زین العابدین                                               |                                               | معاصر | اردو   | ۱         |             | ایمان ابوطالب                |
| ابوطالب الرمز الروحی للاسلام                                                                        | سهیل عبدالزهراء زبیدی                                          |                                               | معاصر | عربی   | ۱         | ۱۲۷         | ایمان ابوطالب                |
| أبوطالب سید المؤمنین                                                                                | عبدالحلیم بن حاتم بن محمد میرزا الأسدی النجفی                  |                                               |       | عربی   | ۱         |             | ایمان ابوطالب                |
| ابوطالب شاعر الرسول الاعظم                                                                          | محمدمهدی صباحی کاشانی                                          |                                               | معاصر | عربی   | ۱         |             | جمع‌آوری و شرح اشعار          |
| أبوطالب، عمّ الرسول صلی الله علیه وآله و کافله                                                       | محمّد کامل حسن المحامی                                          | عادل نویهضی                                   | معاصر | عربی   | ۱         |             | زندگی‌نامه                    |
| أبوطالب عمّ النبی                                                                                    | عبدالعزیز سید الأهل                                            |                                               | معاصر | عربی   | ۱         |             | زندگی‌نامه                    |
| ابوطالب کیست                                                                                        | علی عکاس                                                       |                                               | معاصر | بنگالی | ۱         |             | زندگی‌نامه                    |
| أبوطالب علیه السلام                                                                                 | ابطح العربی                                                    | محمدعلی شرف الدین                             | معاصر | فارسی  | ۱         |             | زندگی‌نامه                    |
| ابوطالب درفش یکتاپرستی                                                                              |                                                                | حمید رضا آژیر                                 | معاصر | فارسی  | ۱         | ۵۵۱         | ایمان ابوطالب                |
| أبوطالب عملاق الإسلام الخالد                                                                        | محمد بن علی بن ضرغام بن أسبر                                   |                                               | معاصر | عربی   | ۱         | ۱۸۹         | ایمان ابوطالب                |
| أبوطالب شیخ البطحاء                                                                                 | حسین شاکری                                                     |                                               | معاصر | عربی   | ۱         |             | زندگی‌نامه                    |
| ابوطالب صلوات الله و سلامه علیه شیخ المؤمنین و شفیعهم                                               | سبط الشیخ اردبیلی                                              |                                               | معاصر | عربی   | ۱         | ۱۰۰         | ایمان ابوطالب                |
| ابوطالب الصحابی المفتری علیه                                                                        | عبدالزهراء عثمان محمد                                          |                                               | معاصر | عربی   | ۱         | ۱۲۵         | ایمان ابوطالب                |
| ابوطالب صحابی مظلوم                                                                                 | عبدالعلی محمدی شاهرودی                                         | محمدحسن شفیعی شاهرودی                         | معاصر | فارسی  | ۱         | ۲۷۱         | ایمان ابوطالب                |
| أبوطالب (علیه السلام) کافل النبی صلی الله علیه وآله و ناصره                                         | احمد بن خیری پاشا بن یوسف حسینی ادیب حنفی                      |                                               | ۱۳ه‍.ق  | عربی   | ۱         |             | تاریخ                        |
| ابوطالب عقیده وکفاح                                                                                 | ناحی احمد الزواد                                               |                                               |       | عربی   | ۱         | ۱۲۰         | ایمان ابوطالب                |
| أبوطالب کفیل الرسول                                                                                 | سعید عسیلی                                                     | شیخ حسن طراد                                  | معاصر | عربی   | ۱         | ۲۲۲         | تاریخ                        |
| ابوطالب مظلوم تاریخ                                                                                 | عبدالحسین امینی                                                |                                               | معاصر | فارسی  | ۱         | ۱۹۶         | ایمان ابوطالب                |
| ابوطالب مظلوم تاریخ                                                                                 |                                                                | محمد فضل حق                                   | معاصر | فارسی  | ۱         | ۲۶۸         | ایمان ابوطالب                |
| ابوطالب (علیه السلام) مؤمن باستحقاق                                                                 | علی حداد                                                       |                                               | معاصر | عربی   | ۱         |             | ایمان ابوطالب                |
| أبوطالب مؤمن قریش                                                                                   | عبداللَّه بن شیخ علی الخنیزی القطیفی                             |                                               | ۱۳ه‍.ق  | عربی   | ۱         |             | ایمان ابوطالب                |
| ابوطالب (علیه السلام) مؤمن قریش                                                                     | عبداللَّه بن شیخ علی الخنیزی القطیفی                             | سید ذیشان بن محمدجواد حیدر الجوادی الرضوی     | معاصر | اردو   | ۱         |             | ایمان ابوطالب                |
| ابوطالب مؤمن قریش                                                                                   | عبداللَّه بن شیخ علی الخنیزی القطیفی                             | حسین محفوظی                                   | معاصر | فارسی  | ۱         |             | ایمان ابوطالب                |
| ابوطالب ناصر الاسلام                                                                                | داود سلمان کعبی                                                |                                               |       | عربی   | ۱         | ۱۰۸         | تاریخ                        |
| ابوطالب ناصر الاسلام والمومن الکافل                                                                 | سید جواد موسوی قزاز                                            | باقر شریف قرشی                                | معاصر | عربی   | ۱         | ۱۴۸         | تاریخ                        |
| ابوطالب و اسلام                                                                                     | غلامحسین انصاری                                                |                                               | معاصر | اردو   | ۱         |             | تاریخ                        |
| أبوطالب و بنوه                                                                                      | سیّد محمّد علی نجفی مدنی آل سیّد علی خان                          |                                               | ۱۳ه‍.ق  | عربی   | ۲         | ۱۲۹         | تاریخ                        |
| ابوطالب و فرزندش                                                                                    | محمد تقی بن محمد باقر صدرا                                     |                                               |       | فارسی  | ۱         |             | تاریخ                        |
| ابوطالب هل مات مسلماً؟                                                                               | سید خلیل علوی امین                                             |                                               | معاصر | عربی   | ۱         | ۸۳          | ایمان ابوطالب                |
| ابوطالب (علیه السلام) و قصیدته اللامیّه                                                              | محمدمهدی صباحی کاشانی                                          |                                               | معاصر | عربی   | ۱         | ۱۱۸         | جمع‌آوری و شرح اشعار          |
| ابوطالب یگانه مدافع اسلام، «مؤمن قریش»                                                              | محمّد رضا طبسی                                                  | محمّد محمّدی اشتهاردی                           | معاصر | فارسی  | ۱         | ۲۵۹         | ایمان ابوطالب                |
| ابوالائمه الاطهار سید البطحاء ابوطالب                                                               | فیصل اسدی                                                      |                                               | معاصر | عربی   | ۱         | ۶۴۷         | تاریخ                        |
| اتحاف الطالب بنجاه ابی طالب                                                                         | محمد بن عبدالسلام حنون                                         |                                               | معاصر | عربی   | ۱         |             | زندگی‌نامه                    |
| إثبات اسلام أبی طالب                                                                                | محمد معین هندی الحنفی                                          |                                               | ۱۱ه‍.ق  | عربی   | ۱         |             | ایمان ابوطالب                |
| أخبار أبی طالب                                                                                      | حافظ أبی بکر جعابی                                             |                                               | ۳ه‍.ق   | عربی   | ۱         |             | جمع‌آوری و شرح اشعار و احادیث |
| أخبار أبوطالب علیه السلام و ولده و بنیه                                                             | ابوالحسن علی بن محمّد بن عبداللَّه بن ابی سیف مدائنی اخباری       |                                               | ۲ه‍.ق   | عربی   | ۱         |             | جمع‌آوری و شرح اشعار و احادیث |
| اخبار ابی طالب وعبدالمطلب و عبدالله وآمنه بنت وهب                                                   | شیخ صدوق                                                       |                                               | ۳ه‍.ق   | عربی   | ۱         |             | جمع‌آوری و شرح اشعار و احادیث |
| إرشاد الهارب من صحه إیمان الأقارب                                                                   | سیّد هاشم حسنی شامی صنعانی                                      | عباس حمید کریم الزیدی                         | ۱۱ه‍.ق  | عربی   | ۱         |             | ایمان ابوطالب                |
| استسقاء أبی طالب رضی اللَّه عنه بالنبی علیهم السلام                                                   | محمّد مهدی صباحی کاشانی                                         |                                               | معاصر | عربی   | ۱         |             |                              |
| إسلام أبی طالب                                                                                      | عبدالحسین نعمت عاملی                                           |                                               | معاصر | عربی   | ۱         |             | ایمان ابوطالب                |
| اسلام ابی طالب                                                                                      | سید حسن حسینی نجفی                                             |                                               |       | عربی   | ۱         |             | ایمان ابوطالب                |
| إسلام أبی طالب من خلال الآیات والأحادیث والأشعار والوقائع التاریخیه                                 | لبیب بن وجیه بن داود بن سلیم بن علی بن محمد بیضون              |                                               | معاصر | عربی   | ۱         |             | ایمان ابوطالب                |
| الحجه علی الذاهب الی تکفیر أبی طالب                                                                 | شمس الدین ابوعلی فخار بن معدّ موسوی                             | سیّد محمّد بحرالعلوم                            | ۶ه‍.ق   | عربی   | ۱         |             | ایمان ابوطالب                |
| حیاه ابی طالب فی اثبات ایمان ابی طالب                                                               | خالد انصاری هندی                                               |                                               | معاصر | اردو   | ۱         |             | ایمان ابوطالب                |
| الدرّه الغرّاء فی شعر شیخ البطحاء                                                                     | باقر قربانی زرّین                                               |                                               | معاصر | عربی   | ۱         |             | جمع‌آوری و شرح اشعار و احادیث |
| الرسول والرساله فی شعر أبی طالب                                                                     | معوض بن عوض                                                    |                                               | معاصر | عربی   | ۱         | ۷۹          | جمع‌آوری و شرح اشعار و احادیث |
| الرغائب فی ایمان أبی طالب (علیه السلام)                                                             | سیّد مهدی بن علی غریفی بحرانی نجفی                              |                                               | ۱۳ه‍.ق  | عربی   | ۱         |             | ایمان ابوطالب                |
| الرّوض النزیه فی الأحادیث آلتی رواه أبوطالب عن ابن أخیه                                              | محمّد بن طولون صالحی دمشقی                                      | محمد باقر المحمودی                            | ۸ه‍.ق   | عربی   | ۱         | ۱۰۰         | جمع‌آوری و شرح اشعار و احادیث |
| السهم الصائب لکبد من آذی أباطالب                                                                    | أبو الهدی محمد أفندی بن حسن وادی أفندی الصیادی الرفاعی الخالدی |                                               | ۱۲ه‍.ق  | عربی   | ۱         |             | زندگینامه                    |
| سلوه الشیعه فی تحقیق ایمان ابی طالب                                                                 | معین الدین (فخرالزمان) ابوالمحاسن مسعود صوانی بیهقی            |                                               |       | عربی   | ۱         |             | ایمان ابوطالب                |
| الشهاب الثاقب لرجم مکفّر أبی طالب                                                                    | نجم الدین جعفر بن محمّد بن رجب علی شریف عسکری                   |                                               | معاصر | عربی   | ۱         |             | زندگینامه                    |
| العرفان فی دلائل إیمان حضره عمران                                                                   | سیّد خورشید حسین بن حکیم علی شاه الشیرازی                       |                                               | معاصر | اردو   | ۱         |             | ایمان ابوطالب                |
| القصیده الغرّاء فی ایمان أبی طالب                                                                    | سید احمد خیری حسینی حنفی مصری                                  |                                               | ۱۳ه‍.ق  | عربی   | ۱         | ۱۳          | جمع‌آوری و شرح اشعار و احادیث |
| القول الصائب فی إسلام أبی طالب                                                                      | سیّد جمیل الحمو                                                 |                                               | معاصر | عربی   | ۱         |             | جمع‌آوری و شرح اشعار و احادیث |
| القول الصائب فی إسلام أبی طالب                                                                      | سیّد عبدالحلیم عزمی                                             |                                               |       | عربی   | ۱         |             | جمع‌آوری و شرح اشعار و احادیث |
| القول الواجب فی ایمان ابی طالب                                                                      | محمّد علی بن میرزا جعفر علی فصیح هندی                           | سید حسین حسنی براقی سید محمود مقدس غریفی      | معاصر | عربی   | ۱         | ۲۸۴         | جمع‌آوری و شرح اشعار و احادیث |
| المواهب فی الرد علی من قال بإسلام أبی طالب                                                          | قاسم بن أحمد الیمانی                                           |                                               | معاصر | عربی   | ۱         |             | ایمان ابوطالب                |
| المواهب فی ایمان ابی طالب                                                                           | علی روحانی                                                     |                                               | معاصر | عربی   | ۱         |             | ایمان ابوطالب                |
| الیاقوته الحمراء فی ایمان شیخ البطحاء                                                               | سید طالب حسینی بغدادی آل علی خان مدنی                          |                                               |       | عربی   | ۱         |             | ایمان ابوطالب                |
| اولین مدّاح رسول (صلی الله علیه و آله وسلم) حضرت أبو طالب                                            | مولی علی حسنین بن محمد قیّوم جنفوری الهندی                      |                                               | معاصر | فارسی  | ۱         |             | جمع‌آوری و شرح اشعار و احادیث |
| ایمان أبی طالب (علیه السلام) البیان عن خیره الرحمن فی ایمان أبی طالب و آباء النبی                   | أبو الحسن علی بن بلال ازدی مهلّبی بصری                          |                                               | ۴ه‍.ق   | عربی   | ۱         |             | ایمان ابوطالب                |
| ایمان أبی طالب علیه السلام                                                                          | شیخ مفید                                                       | محمد حسن آل یاسین                             | ۳ه‍.ق   | عربی   | ۱         | ۴۸          | ایمان ابوطالب                |
| ایمان ابی طالب وموقف الشیخ المفید منه                                                               | محمد ابراهیم خلیفه شوشتری                                      |                                               | معاصر | عربی   | ۱         | ۲۰          | ایمان ابوطالب                |
| إیمان أبی طالب                                                                                      | أبوعلی احمد بن محمّد بن عمار کوفی                               |                                               | ۳ه‍.ق   | عربی   | ۱         |             | ایمان ابوطالب                |
| ایمان أبی طالب                                                                                      | ابومحمّد سهل بن احمد بن عبداللَّه بن سهل دیباجی                   |                                               | ۳ه‍.ق   | عربی   | ۱         |             | ایمان ابوطالب                |
| ایمان ابی طالب                                                                                      | محسن بن محمد قره چه داغی تبریزی                                |                                               | معاصر | عربی   | ۱         |             | ایمان ابوطالب                |
| ایمان أبی طالب (علیه السلام) (دیوان أبی طالب (علیه السلام) و ذکر اسلامه)                            | ابونعیم علیّ بن حمزه بصری تمیمی لغوی                            |                                               | ۳ه‍.ق   | عربی   | ۱         |             | جمع‌آوری و شرح اشعار و احادیث |
| إیمان أبی‌طالب                                                                                       | أحمد بن داود بن علی القمی                                      |                                               |       | عربی   | ۱         |             | ایمان ابوطالب                |
| إیمان أبی‌طالب                                                                                       | احمد بن قاسم کوفی                                              |                                               | ۴ه‍.ق   | عربی   | ۱         |             | ایمان ابوطالب                |
| إیمان أبی‌طالب                                                                                       | امیر سیّد حسین مجتهد                                            |                                               |       | عربی   | ۱         |             | ایمان ابوطالب                |
| إیمان أبی‌طالب و أحواله و أشعاره                                                                     | میرزا محسن بن علاّمه میرزا محمّد علی                             |                                               |       | عربی   | ۱         |             | ایمان ابوطالب                |
| إیمان أبی‌طالب                                                                                       | سلیمان بن عبداللَّه ماحوزی                                       |                                               |       | عربی   | ۱         |             | ایمان ابوطالب                |
| إیمان أبی‌طالب                                                                                       | سهل بن الیسع بن عبدالله القمی                                  |                                               |       | عربی   | ۱         |             | ایمان ابوطالب                |
| إیمان أبی‌طالب                                                                                       | سیّد جمال الدین أحمد طاووسی علوی فاطمی حسنی الحلی               |                                               | ۶ه‍.ق   | عربی   | ۱         |             | ایمان ابوطالب                |
| إیمان أبی‌طالب                                                                                       | سیّد ظفر نقوی آمروهی هندی                                       |                                               | معاصر | عربی   | ۱         |             | ایمان ابوطالب                |
| إیمان أبی‌طالب                                                                                       | تاج الدین بن میان مهر الدین حیدری جوهان                        |                                               |       | اردو   | ۱         |             | ایمان ابوطالب                |
| إیمان أبی‌طالب                                                                                       | ابوحنیفه نعمان بن محمّد تمیمی مغربی                             |                                               | ۳ه‍.ق   | عربی   | ۱         |             | ایمان ابوطالب                |
| إیمان أبی‌طالب                                                                                       | بصری التمیمی الحنبلی                                           |                                               | ۳ه‍.ق   | عربی   | ۱         |             | ایمان ابوطالب                |
| إیمان أبی‌طالب                                                                                       | محمد حسن مولوی قندهاری افغانی                                  |                                               | ۱۳ه‍.ق  | عربی   | ۱         |             | ایمان ابوطالب                |
| إیمان أبی‌طالب                                                                                       | سید حسین محقق کرکی                                             |                                               | ۱۰ه‍.ق  | عربی   | ۱         |             | ایمان ابوطالب                |
| إیمان أبی‌طالب                                                                                       | محمدعلی پتیالوی                                                |                                               |       | اردو   | ۱         |             | ایمان ابوطالب                |
| إیمان أبی‌طالب                                                                                       | لبیب وجیه بیضون                                                |                                               | معاصر | عربی   | ۱         |             | ایمان ابوطالب                |
| إیمان أبی‌طالب                                                                                       | تاج الدین حیدری                                                |                                               |       | اردو   | ۱         |             | ایمان ابوطالب                |
| إیمان أبی‌طالب                                                                                       | ابی الحسن احمد بن محمد بن احمد بن طرخان کندی الجرجانی          |                                               | ۵ه‍.ق   | عربی   | ۱         |             | ایمان ابوطالب                |
| إیمان أبی‌طالب                                                                                       | سید احمد بن موسی ابن طاووس                                     |                                               | ۶ه‍.ق   | عربی   | ۱         |             | ایمان ابوطالب                |
| إیمان أبی‌طالب سید البطحاء شیخ قریش                                                                  | سید محمد مهدی موسوی                                            |                                               |       | عربی   | ۱         |             | ایمان ابوطالب                |
| إیمان أبی‌طالب من مصادر علماء السنه                                                                  | عبد الحلیم حاتم مرزه                                           |                                               | معاصر | عربی   | ۱         | ۳۵          | ایمان ابوطالب                |
| أسمی المطالب فی إیمان أبی طالب                                                                      | شیخ کاظم حلفی مخزومی                                           |                                               | ۱۳ه‍.ق  | عربی   |           |             | ایمان ابوطالب                |
| اسنی المطالب فی شرح خطبه أبی طالب                                                                   | عبدالکریم حبیب                                                 |                                               |       | عربی   |           |             | ایمان ابوطالب                |
| بغیه الطالب فی إسلام أبی طالب                                                                       | سید محمّد عباس موسوی تستری لکهنوی                               |                                               | ۱۲ه‍.ق  | عربی   |           |             | ایمان ابوطالب                |
| اسنی المطالب فی نجاه ابی طالب                                                                       | احمد بن زینی دحلان شافعی مکی                                   |                                               | ۱۲ه‍.ق  | عربی   | ۱         | ۶۳          | ایمان ابوطالب                |
| اسنی المطالب فی نجات ابی طالب                                                                       | احمد بن زینی دحلان شافعی مکی                                   | صائم چشتی                                     |       | اردو   | ۱         | ۲۸۰         | ایمان ابوطالب                |
| بغیه الطالب فی حال أبی طالب                                                                         | محمّد بن حیدر بن نور الدین بن علی الموسوی الحسینی العاملی       | محمّد جواد نور الدین فخر الدین                 |       | عربی   | ۱         | ۹۶          | ایمان ابوطالب                |
| بغیه الطالب فی بیان أحوال أبی طالب و اثبات ایمانه و حسن عقیدته                                      | سید محمّد بن حیدر بن نور الدین علی موسوی حسینی عاملی            | سید محمد مهدی موسوی خرسان                     |       | عربی   | ۱         | ۱۳۴         | ایمان ابوطالب                |
| بغیه الطالب فی نسب آل أبی طالب                                                                      | قاسم بن احمد واسطی رفاعی شافعی                                 |                                               | ۶ه‍.ق   | عربی   | ۱         |             | تاریخ                        |
| بغیه الطالب لإیمان أبی طالب                                                                         | محمّد بن عبد الرسول برزنجی شافعی شهرزوری مدنی                   |                                               | ۱۰ه‍.ق  | عربی   | ۱         |             | ایمان ابوطالب                |
| بغیه الطالب لإیمان أبی طالب و حسن خاتمته                                                            | جلال الدین عبدالرحمن سیوطی                                     |                                               | ۸ه‍.ق   | عربی   | ۱         |             | ایمان ابوطالب                |
| بُغیه الطالب فی إسلام                                                                                | سیّد محمد حائری موسوی عاملی                                     |                                               | ۱۰ه‍.ق  | عربی   | ۱         |             | ایمان ابوطالب                |
| بلوغ المآرب فی نجاه آبائه صلی الله علیه وآله و عمّه ابی طالب علیهم السلام                            | سلیمان ازهری لاذقی                                             | سامی الغریری                                  | ۱۲ه‍.ق  | عربی   | ۱         |             | تاریخ                        |
| بوستان آل عمران                                                                                     | محمد حافظ نجفی                                                 |                                               |       | اردو   | ۱         |             | تاریخ                        |
| پرتوی از سیمای تابناک ابوطالب (علیه السلام)                                                         | خیراللَّه مردانی                                                 |                                               | معاصر | فارسی  | ۱         | ۱۷۶         | تاریخ                        |
| پدر ایمان                                                                                           | جعفر فاضل                                                      |                                               | معاصر | فارسی  | ۱         | ۶۴          | ایمان ابوطالب                |
| تحفه الطالب فی آل أبی طالب                                                                          | راشد سعدی                                                      |                                               |       |        |           |             | تاریخ                        |
| پناه چلچله‌ها: دمی با ابوطالب یار پیامبر                                                             | کمال السید                                                     | سیّد أبو القاسم حسین‌آبادی                      | معاصر | فارسی  | ۱         | ۴۵          | زندگینامه                    |
| تحفه الطالب لمعرفه من ینتسب إلی عبداللَّه أو ابوطالب                                                  | محمّد بن حسین بن عبداللَّه بن حسین مشرف حسینی سمرقندی             |                                               |       | عربی   | ۱         |             | زندگینامه                    |
| ترجمه أسنی المطالب فی نجاه أبی طالب                                                                 |                                                                | سید مقبول احمد بن غضنفر علی بن مراد علی دهلوی |       | اردو   | ۱         | ۱۷۶         | زندگینامه                    |
| حاشیه علی کتاب الحجه علی الذاهب الی تکفیر ابی طالب                                                  | شیر محمد همدانی نجفی                                           |                                               |       | فارسی  | ۱         |             | ایمان ابوطالب                |
| حجیّه الذاهب إلی إیمان أبی طالب                                                                      | سیّد فخار بن معد موسوی                                          | سیدمحمد بحر العلوم                            | ۶ه‍.ق   | عربی   | ۱         |             |                              |
| حضرت ابوطالب (علیه السلام) تندیس ایمان                                                              | اشرف آشوری                                                     |                                               | معاصر | فارسی  | ۱         |             | ایمان ابوطالب                |
| حضرت ابوطالب (علیه السلام) نوری در ظلمت                                                             | سیّد محمّد رضا ابطحی                                             |                                               |       | فارسی  | ۱         |             | ایمان ابوطالب                |
| حضرت ابوطالب                                                                                        | مهدی وحیدی صدر                                                 |                                               | معاصر | فارسی  | ۱         | ۵۲          | زندگینامه                    |
| حیاه أبی طالب                                                                                       | خالد انصاری هندی                                               |                                               | معاصر | اردو   | ۱         |             | ایمان ابوطالب                |
| حیاه أبی طالب                                                                                       | محمد علی بن محمد رضا طبسی                                      |                                               | ۱۳ه‍.ق  | عربی   | ۱         |             | زندگینامه                    |
| حیات أبی طالب                                                                                       | سیّد أسد علی لکهنوی پاکستانی                                    |                                               | معاصر | اردو   | ۱         |             | زندگینامه                    |
| خورشید حجاز مدایح و مناقب ابوالائمه حضرت ابوطالب                                                    | سیّد محمّد حسن سجاد                                              |                                               | معاصر | فارسی  | ۱         |             | جمع‌آوری و شرح اشعار و احادیث |
| دراسه عن أبی طالب                                                                                   | عبدالواحد مظفر                                                 |                                               | ۱۳ه‍.ق  | عربی   | ۱         |             | جمع‌آوری و شرح اشعار و احادیث |
| در بلندای قامت ایمان                                                                                | سید مجید پورطباطبایی                                           |                                               | معاصر | فارسی  | ۱         |             | ایمان ابوطالب                |
| الدلیل الثاقب علی ایمان ابی طالب                                                                    | عبدالرسول غفاری                                                |                                               | معاصر | عربی   | ۱         | ۲۲۰         | ایمان ابوطالب                |
| دوحه الشرف فی نسب آل أبی طالب                                                                       | حسن بن علی بن محمّد بن ابراهیم بن احمد ابو علی قطان مروزی       |                                               | ۵ه‍.ق   | عربی   | ۱         |             | زندگینامه                    |
| دیوان أبی طالب                                                                                      | ابوطالب                                                        | علی بن عیسی زواد                              |       | عربی   | ۱         |             | جمع‌آوری و شرح اشعار و احادیث |
| دیوان أبی طالب بن عبدالمطلب وذکر إسلامه                                                             | أبو نعیم علی بن حمزه بصری تمیمی کوفی حنبلی                     |                                               | ۳ه‍.ق   | عربی   | ۱         |             | جمع‌آوری و شرح اشعار و احادیث |
| دیوان أبی طالب (علیه السلام)                                                                        |                                                                | عبدالحق العانی                                |       | عربی   | ۱         |             | جمع‌آوری و شرح اشعار و احادیث |
| دیوان أبی طالب                                                                                      |                                                                | محمد هادی امینی                               |       | عربی   | ۱         |             | جمع‌آوری و شرح اشعار و احادیث |
| دیوان أبی طالب                                                                                      |                                                                | محمد بن عمر بن ناجی تونجی                     |       | عربی   | ۱         |             | جمع‌آوری و شرح اشعار و احادیث |
| دیوان حضرت أمیر ودیوان حضرت أبی طالب                                                                |                                                                | میرزا محمد بن رجب علی الشریف تهرانی عسکری     |       | عربی   | ۱         |             | جمع‌آوری و شرح اشعار و احادیث |
| دیوان شیخ الأباطح أبوطالب                                                                           | ابوهفّان عبداللَّه بن احمد مهزمی                                  |                                               | ۲ه‍.ق   | عربی   | ۱         | ۹۶          | جمع‌آوری و شرح اشعار و احادیث |
| رتبه أبی طالب فی قریش ومراتب ولده فی بنی هاشم                                                       | أبو الحسن محمد بن القاسم التمیمی السعدی البصری النسابه         |                                               |       | عربی   | ۱         |             | زندگینامه                    |
| رساله فی إسلام أبی طالب                                                                             | سیّد میرزا ابوالقاسم الموسوی الزنجانی                           |                                               | ۱۲ه‍.ق  | عربی   | ۱         |             | ایمان ابوطالب                |
| رساله فی إیمان أبی طالب                                                                             | محمد حسین مالکی آل کاشف الغطاء                                 |                                               | ۱۲ه‍.ق  | عربی   | ۱         |             | ایمان ابوطالب                |
| زندگی پر افتخار حضرت ابوطالب                                                                        | محمّد محمدی اشتهاردی                                            |                                               | معاصر | فارسی  | ۱         | ۲۰۸         | زندگینامه                    |
| زهره الادباء فی شرح لامیّه شیخ البطحاء                                                               | جعفر محمد ابن عبدالله نقدی عماری                               |                                               | ۱۳ه‍.ق  | عربی   | ۱         |             | جمع‌آوری و شرح اشعار و احادیث |
| سبعون صوره مشرقه من حیاء أبوطالب                                                                    | سعید رشید زمیزم وزیری                                          |                                               | معاصر | عربی   | ۱         | ۱۵۸         | زندگینامه                    |
| سر انجام پایداری شعب ابوطالب                                                                        | علی بیگی                                                       |                                               | معاصر | فارسی  | ۱         |             | تاریخ تحلیلی                 |
| ابوطالب بزرگ مکه                                                                                    | عبدالرحیم موسوی                                                | حسین علی عربی                                 | معاصر | فارسی  | ۱         |             | زندگینامه                    |
| سید البطحاء                                                                                         | محمود بغدادی                                                   |                                               | معاصر | عربی   | ۱         |             | زندگینامه                    |
| سید البطحاء                                                                                         | سیّد محمد علی موحد ابطحی اصفهانی                                |                                               | معاصر | عربی   | ۱         |             | زندگینامه                    |
| سیدالحنفاء حضرت ابوطالب                                                                             | ناصر حسین فیض آبادی                                            |                                               | معاصر | اردو   | ۱         |             | زندگینامه                    |
| شرح حدیث اسلام ابی طالب بحساب جُمّل                                                                   | ملاعلی بن میرزا خلیل مازندرانی                                 |                                               |       |        |           |             | جمع‌آوری و شرح اشعار و احادیث |
| شرح قصیده أبی طالب (علیه السلام)                                                                    | سیّد علی بن الحسین موسوی غریفی النجفی                           |                                               | ۱۳ه‍.ق  | عربی   | ۱         |             | جمع‌آوری و شرح اشعار و احادیث |
| شرح قصیده أبی طالب                                                                                  | سیّد مفتی میر محمّد عباس موسوی جزائری تستری لکهنوی               |                                               | ۱۳ه‍.ق  | عربی   | ۱         |             | جمع‌آوری و شرح اشعار و احادیث |
| شعر ابی طالب دراسه ادبیه                                                                            | هناء عباس علیوی کشکول                                          |                                               | معاصر | عربی   | ۱         | ۵۴۷         | جمع‌آوری و شرح اشعار و احادیث |
| شعر أبی طالب (علیه السلام) و اخباره و المستدرک علیه                                                 | ابوهفّان عبداللَّه بن احمد هیزمی                                  |                                               | ۲ه‍.ق   | عربی   | ۱         |             | جمع‌آوری و شرح اشعار و احادیث |
| ثاقب فی شرح دیوان أبی طالب                                                                          | سیّد سبط الحسن بن فیض الحسن الهنسوی                             |                                               | معاصر | اردو   | ۱         |             | جمع‌آوری و شرح اشعار و احادیث |
| شذرات فیما کتبه الشعراء بحق سید البطحاء ابوطالب (رضی الله عنه)                                      | عباس فاضل تمیمی                                                |                                               |       | عربی   | ۱         | ۱۴۰         | جمع‌آوری و شرح اشعار و احادیث |
| شیخ الأبطح ابوطالب                                                                                  | سید محمّد علی آل شرف الدین العاملی الموسوی                      |                                               |       | عربی   | ۱         | ۱۴۴         | زندگینامه                    |
| شیخ الأبطح ابوطالب                                                                                  | سید محمّد علی آل شرف الدین العاملی الموسوی                      | سیّد ظفر مهدی گهر                              | معاصر | اردو   | ۱         | ۱۰۲         | زندگینامه                    |
| صحوه الطالب فی ردّ الشبهات عن أبی طالب                                                               | عماد بن عبدالکریم بن عبدالحمید شافعی رفاعی                     |                                               | معاصر | عربی   | ۱         | ۴۶۴         | ایمان ابوطالب                |
| طلبه الطالب فی شرح لامیّه أبی طالب                                                                   | علی فهمی بن شاکر المصری موستاری شافعی                          |                                               |       | عربی   | ۱         | ۷۸          | جمع‌آوری و شرح اشعار و احادیث |
| ظلامه أبی طالب (علیه السلام)                                                                        | سیّد جعفر مرتضی عاملی                                           |                                               | معاصر | عربی   | ۱         | ۱۷۵         | زندگینامه                    |
| ظلامه ابی طالب نظره فی آیه                                                                          | جمعی از محققین                                                 |                                               | معاصر | عربی   | ۱         | ۹۶          | زندگینامه                    |
| عطاءات ابی طالب دراسه عصریه لادله حقیقیه مستوحاه من الکتاب والسنه تثبت ایمان ابی طالب (علیه السلام) | عبدالحسین خزاعی                                                |                                               | معاصر | عربی   | ۱         | ۱۸۰         | ایمان ابوطالب                |
| عمده الطالب فی مناقب ابی طالب                                                                       | جلال الدین حسن داودی موسوی حسنی                                | محمّد حسن آل طالقانی                           |       | عربی   | ۱         |             | زندگینامه                    |
| عیون المطالب فی اثبات ایمان ابی طالب                                                                | صائم چشتی لاهور                                                |                                               | معاصر | عربی   | ۲         | ۶۰۵         | ایمان ابوطالب                |
| غایه المطالب فی شرح دیوان ابی طالب                                                                  | سیّد محمّد خلیل خطیب مصری                                        |                                               | معاصر | عربی   | ۱         | ۳۲۹         | جمع‌آوری و شرح اشعار و احادیث |
| غایه المطلوب فی شرح دیوان ابی طالب عم النبی                                                         | سیدمحمد الخطیب النیدی الاخمینی المصری                          |                                               | معاصر | عربی   | ۱         | ۱۶۲         | جمع‌آوری و شرح اشعار و احادیث |
| فتح الغالب در شرح المطالب در إثبات إیمان حضرت أبی طالب                                              | ذاکر حسین حکیم کهنبان                                          |                                               | معاصر | اردو   | ۱         |             | ایمان ابوطالب                |
| کبیر الصحابه أبوطالب (علیه السلام)                                                                  | عبدالرسول غفاری                                                |                                               | معاصر | عربی   | ۱         | ۵۵۱         | زندگینامه                    |
| کتاب فی عبدالمطلب و عبداللَّه و ابی طالب                                                              | شیخ صدوق                                                       |                                               | ۳ه‍.ق   | عربی   | ۱         |             | زندگینامه                    |
| کتابنامه حضرت ابوطالب                                                                               | سیّد محمدحسن سجاد                                               |                                               | معاصر | فارسی  | ۱         | ۳۷۳         | کتاب‌شناسی                    |
| ما قیل من الشعر فی أبی طالب                                                                         | سیّد علی غریفی خطیب هاشمی نجفی                                  |                                               | معاصر | عربی   | ۱         |             | جمع‌آوری و شرح اشعار و احادیث |
| محبوب الرغائب فی ترجمه أسنی المطالب                                                                 | محمد نجم الدین علی صاحب مدراسی                                 |                                               | معاصر | اردو   | ۱         | ۲۵۳         | زندگینامه                    |
| ابوطالب عم النبی و والد الوصی المومن قبل الاسلام                                                    | حسین محمد علی فاضلی المرشد                                     |                                               | معاصر | عربی   | ۱         | ۴۷۱         | ایمان ابوطالب                |
| مشجّره نسب آل أبی طالب (علیه السلام)                                                                 | حسن بن علی بن محمّد بن ابراهیم بن احمد ابو علی قطان مروزی       |                                               | ۴ه‍.ق   | عربی   | ۱         |             | زندگینامه                    |
| مطلوب الطالب در إیمان أبی طالب                                                                      | کاظم حسین جاروی پاکستانی نجفی القتیل                           |                                               | معاصر | اردو   | ۱         |             | ایمان ابوطالب                |
| مظلومیه ابی طالب                                                                                    | علاء مالکی                                                     |                                               | معاصر | عربی   | ۱         | ۱۸۸         | ایمان ابوطالب                |
| معارج الفرقان فی عصمه أبی طالب عمران من آیات القرآن                                                 | خواجه محمد لطیف بن محمد عقیل انصاری                            |                                               | ۱۳ه‍.ق  | اردو   | ۱         |             | ایمان ابوطالب                |
| منظومه در مدح ابوطالب                                                                               | مولوی حسن قندهاری                                              |                                               | معاصر | عربی   | ۱         |             | جمع‌آوری و شرح اشعار و احادیث |
| منیه الراغب فی ایمان ابی طالب                                                                       | محمد رضا طبسی نجفی                                             | عماد الدین طبسی                               | معاصر | عربی   | ۱         | ۱۵۸         | ایمان ابوطالب                |
| منیّه الطالب فی إیمان أبی طالب                                                                       | سیّد حسین طباطبایی یزدی طهرانی                                  |                                               | معاصر | عربی   | ۱         | ۱۰۳         | ایمان ابوطالب                |
| منیّه الطالب فی حیاه أبی طالب                                                                        | سید حسن بن علی بن حسین قپانچی حسینی نجفی                       | موسسه احیاء التراث الشیعی                     | معاصر | عربی   | ۱         | ۱۴۲         | زندگینامه                    |
| مواقف ابی طالب عقائده ام عاطفیه                                                                     | علی بهادلی                                                     |                                               | معاصر | عربی   | ۱         | ۲۴۵         | ایمان ابوطالب                |
| نیاکان نبوت وامامت (والدین رسول خدا و امیرالمؤمنین)                                                 | علی اصغر یونسیان                                               |                                               | معاصر | فارسی  | ۱         | ۲۵۴         | زندگینامه                    |
| نیل المطالب فی مظلومیّه أبی طالب                                                                     | علی عفراوی طرفی                                                |                                               | معاصر | عربی   | ۱         | ۲۴۰         | ایمان ابوطالب                |
| هذا هو أبوطالب                                                                                      | محمّد یوسف مرتضی عاملی                                          |                                               | معاصر | عربی   | ۱         | ۲۳۷         | زندگینامه                    |

* در کتاب با مجلدات بیشتر از یک، تعداد صفحه یکی از جلدها به صورت رندم قرار گرفته شده تا از میانگین حجم کتاب اطلاع حاصل شود.